# Insatspolisen
Insatspolisen är en del av polisens ingripandeförmåga och har i uppdrag att ingripa vid särskilt farliga och komplicerade situationer som den ordinarie polisverksamheten inte kan hantera.
Svensk insatspolis utgörs av totalt 8 stycken insatsstyrkor på nationell och regional nivå.

## Historia
Föregångaren till dagens insatsförmåga är bland annat Piketen som formades redan år 1979. Detta med bakgrund i bland annat Norrmalmstorgsdramat 1973 och ambassadockupationen i Stockholm 1975. Polisen saknade vid dessa tillfällen personal med rätt utbildning och utrustning för att hantera liknande händelser. Den dåvarande piketen var en förstärkt ordningsresurs som ingick i varje turlag och hade vid sidan av det beredskapsuppgiften att kunna agera mot terrorism eller andra allvarliga händelser. Till skillnad från idag färdades piketpolisen i regel i målade polisbussar. Med tiden kom dock piketenheterna att utvecklas till renodlade insatsstyrkor.
Nationella insatsstyrkan bildades redan 1991, då under namnet Beredskapsstyrkan mot terrorism och tillhörde Stockholmspolisen. 2002 överfördes den till rikskriminalpolisen.
NI:s insatspoliser tjänstgjorde till en början endast deltid i styrkan, då de hade två veckors träning och sedan två veckors ordinarie polisarbete på en då regional myndighet. Avdelningen kom dock snabbt att bli en heltids-insatsstyrka, detta för att kunna upprätthålla sin utbildningsnivå och hantera skarpa insatser.

## Nationellt insatskoncept (NIK)
Polisens nationella insatskoncept bildades 2015 och är fördelat på tre nivåer:
- Nationell förmåga (Nationella insatsstyrkan)
- Förstärkt regional förmåga (Polisregion Väst, Syd och Stockholm.)
- Generell regional förmåga (Polisregion Nord, Bergslagen, Mitt och Öst)

Syftet med NIK-systemet är att skapa och upprätthålla ett för Polismyndigheten gemensamt kvalitetssäkrat, sammanhållet, resurseffektivt och enhetligt insatssystem. Utgångspunkten för det nationella insatskonceptet är att uppnå interoperabilitet mellan landets NIK-resurser. 
De runt 400 insatspoliserna som utgör dessa insatsstyrkorna är mer utbildade i taktiska principer och metoder, och har mer utrustning och hjälpmedel, jämfört med ingripandepoliser. De kallas in vid särskilt farliga och komplicerade situationer som den ordinarie polisverksamheten inte kan hantera. Exempelvis vid bevissäkring med hög komplexitet, grov organiserad brottslighet, människorov, gisslansituationer, kidnappningar, grova rån, svårtillgängliga miljöer och terrorattentat.
De olika nivåerna har standardiserade uttagnings- och urvalsprocesser samt grundutbildningar, dock med skilllnad och tid och omfattning.
- Nationella insatsstyrkan har 40 veckors grundutbildning och ägnar 50 procent av tjänstgöringstiden åt vidmakthållande träning.

- Förstärkt regional insatsstyrka har 20 veckors grundutbildning och ägnar 30 procent av tjänstgöringstiden till vidmakthållande träning.

- Regional insatsstyrka har 10 veckors grundutbildning och ägnar 20 procent av tjänstgöringstiden till vidmakthållande träning.

## Nationell förmåga
Nationell förmåga (Nationella insatsstyrkan) utgör Sveriges anti-terrorstyrka. Sektionen sorterar under NOA och är baserade i Sörentorp i Stockholm. Sektionens huvuduppgift är att operativt bekämpa terrorism genom att ingripa mot terrorattentat eller när ett sådant kan befaras. Utöver huvuduppgiften utgör NI polisens yttersta insatsresurs. Sektionen hanterar situationer som är så allvarliga, ovanliga eller riskabla att de inte går att hantera inom den vanliga polisverksamheten. För att kunna bidra som det har NI specialiserade förmågor när det gäller utrustning, utbildning och taktik.

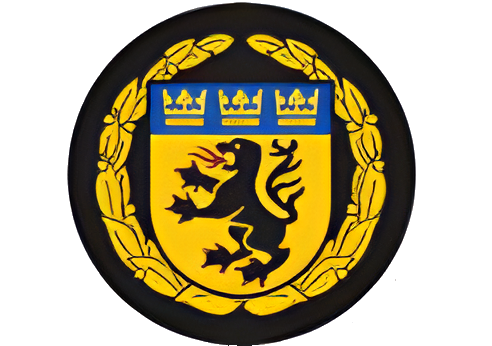
Utbildningstecken för Nationella insatsstyrkan.

NI kan utöver huvuduppgiften, att bekämpa terror, tas i anspråk vid exempelvis: 
- Insatser mot brottsliga handlingar med stöd av främmande makt.
- Insatser vid gisslansituationer och kidnappningar.
- Ingripanden mot särskilt farliga gärningsmän.
- Insatser i marin miljö.
- Förstärkt livvaktsskydd.
- Andra polisoperationer med särskilt skyddsvärde eller svårare koordinering.

NI deltar ofta i operationer i samverkan med andra aktörer och därför finns ett omfattande samarbete såväl nationellt som internationellt. Dels nationellt, inom polismyndigheten, inom ramen för NIK men även med Försvarsmakten och Kustbevakningen.
Internationellt samverkar NI med de nationella insatsstyrkorna i norden, samt även inom EU i det så kallade ATLAS-nätverket med motsvarande antiterrorenheter.
NI rekryterar vartannat år. Rekrytering av insatspoliser görs både internt av utbildade poliser och externt från Försvarsmakten, Tullverket och Kustbevakningen. Sökande som inte är polisutbildade genomgår en 18 månaders funktionsinriktad polisutbildning (FPU) innan de påbörjar NI:s grundutbildning.
Rekryteringsprocessen till NI består av ett flertal delar, med inledande förtester som prövar kandidaternas fysiska och psykiska prestationsförmåga. Rekryteringsprocessen kulminerar i ett cirka 10 dygn långt arbetsprov i fält som genomförs med stöd av Försvarsmakten. I regel klarar sig 6-10 % av de sökande sig genom hela rekryteringsprocessen och får påbörja enhetens 9 månader långa grundkurs.

## Förstärkt regional förmåga (f.d. Piketen)

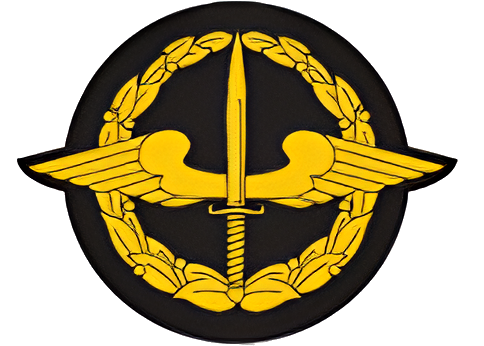
Utbildningstecken för förstärkt regional insatsstyrka.

Förstärkt regional förmåga (FRI) utgörs av:  
- Insatsstyrkan Stockholm
- Insatsstyrkan Väst
- Insatsstyrkan Syd

Sektionerna är baserade på sin respektive polisregions huvudort från vilken de utgår. De verkar över hela sin respektive region och kan vid behov tas i anspråk nationellt. 
Det som idag är den förstärka regionala insatsförmågan var tidigare Piketenheterna i Polismyndigheterna i Stockholm, Västra Götaland och Skåne. I samband med polisens omorganisation 2015 och införandet av det nationella insatskonceptet bytte Piketenheterna officiellt namn till ”Förstärkt Regional Insatsstyrka”.
FRI:s huvudsakliga arbetsuppgifter är ingripande i särskilt komplicerade- och farliga situationer. Sektionerna har egen insatsledningsförmåga, förhandlingsresurs och insatskapacitet.Exempel på situationer där FRI tas i anspråk är: 
- Insatser mot farliga personer
- Bevissäkring med hög komplexitet
- Insatser mot grov organiserad brottslighet
- Människorov
- Gisslansituationer
- Kidnappningar

För att vara behörig sökande till FRI krävs att den sökande är utbildad svensk polis. Det är fördelaktigt att ha en tids väl vitsordad tjänstgöring som polis bakom sig, men undantag kan göras om den sökande har annan värdefull erfarenhet såsom förkunskaper inom sjukvård, forcering etc. Efter ansökan genomgår de sökande ett flertal olika tester och de som godkänns kallas till grundutbildning.
Urvalsprocessen består av flera testdelar med både fysiska och psykologiska delmoment. Den sista delen av uttagningen är ett arbetsprov, ibland benämnt hell week, dit de bäst lämpade sökande kallas. Under arbetsprovet testas de sökande hårt fysiskt, mentalt och taktiskt för att få fram de med bäst prognos för att kunna genomgå en grundutbildning med godkänt resultat. De sökande matchas genom hela rekryteringsprocessen mot en kravprofil som även färdigutbildad personal vid sektionerna måste upprätthålla. De som godkänns vid arbetsprovet kallas till en 20 veckor lång grundutbildning där fortsatt prövning av de uttagna fortgår fram till examen. Efter godkänd utbildning får den antagne bära FRI:s utbildningstecken och kan påbörja en tjänst som insatsoperatör.

## Generell regional insatsförmåga

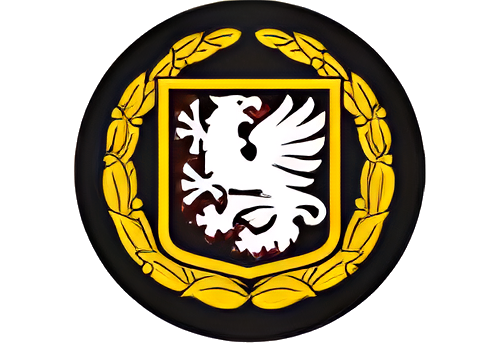
Utbildningstecken för regional insatsstyrka.

Den generella regionala insatsförmågan utgörs av:
- Insatsstyrkan Nord
- Insatsstyrkan Bergslagen
- Insatsstyrkan Mitt
- Insatsstyrkan Öst

Likt den förstärkta förmågan verkar RI-sektionerna regionalt, de är dock inte samgrupperade på sin respektive regions huvudort. Istället utgår insatsstyrkornas grupper från olika polisområden i sina respektive regioner.
Sektionerna som utgör den generella regionala förmågan bildades formellt 2015. Föregångarna till dessa var de lokala insatsstyrkor eller insatsgrupper som startades av de olika länsmyndigheterna innan standardiseringen vid omorganisationen 2015. Av de 21 polismyndigheterna i landet hade 11 av dessa någon form av lokal insatsförmåga.
Att de lokala insatsstyrkorna utformades av olika polismyndigheter ledde till att utbildningstiden, rekryteringskraven, utrustningen m.m. var olika polismyndigheterna emellan. En lokal insatsstyrka kunde exempelvis vara ”passiv” med personal från olika enheter som endast vid vissa tillfällen bildade en insatsstyrka och som dessutom bara övade ca tre veckor per år. Medan en annan lokal insatsstyrka kunde arbeta heltid som egen enhet med utbildningstid på 25 procent av tjänstetiden.
RI rekryterar endast utbildade poliser. Dessa genomgår likt övriga insatsstyrkor både fysiska och psykologiska tester samt ett arbetsprov under rekryteringsprocessen. De som godkänns genomgår därefter en 10 veckor lång grundutbildning.

## Särskilda förmågor
Insatsstyrkorna har egna specialutbildade förhandlare, fordonsförare, vapeninstruktörer, sjukvårdare, höghöjdsspecialister (VHF), observation- och säkringspecialister (OSG), forcerare (MOE) och närkampsinstruktörer med mera.
Varje enskild insatsoperatör har grundläggande utbildning i samtliga olika specialförmågor. De utbildas även i bland annat civil spaningsteknik, insatsteknik i CBRNE-situationer (kemiska, biologiska, radiologiska/nukleära och explosiva stridsmedel) och taktisk sjukvård (TCCC).
Insatsstyrkorna har utbildning och förmåga att verka i stadsmiljö, terräng och maritim miljö, det sistnämnda i samverkan med Sjöpolisen och/eller Kustbevakningen. Man kan även nyttja exempelvis helikopter för transporter, antingen via Polisflyget eller med stöd från Försvarsmakten.

### Beväpning och utrustning
Insatsstyrkorna är utrustade med pistoler från Glock, ofta försedda med rödpunktsikte och vapenlampa. Vidare så brukas förstärkningsvapen klass 1 i form av MP5 samt förstärkningsvapen klass 2 i form av LWRC M6 IC, en amerikansk automatkarbin av AR15-modell i kaliber 5.56, samt LWRC REPR II, en motsvarande automatkarbin av AR10-modell i kaliber 7.62 för säkringsskyttar. Utöver det har man även särskild taktisk utrustning samt skyddsutrustning i form av till exempel bildförstärkare, inbrytningsverktyg, uniformer, plattbärare/västar och hjälmar som skiljer sig från den ordinarie polisen eller är unikt för polisens insatsenheter.